# Mutua Madrid Open 2019
Mutua Madrid Open 2019 byl společný tenisový turnaj mužského okruhu ATP Tour a ženského okruhu WTA Tour, hraný v parku Manzanares na otevřených antukových dvorcích. Konal se mezi 4. až 12. květnem 2019 ve španělské metropoli Madridu jako osmnáctý ročník mužského a jedenáctý ročník ženského turnaje. Na pozici ředitele nahradil Manuela Santanu stále aktivní tenista Feliciano López.
Mužská polovina se po grandslamu a Turnaji mistrů řadila do třetí nejvyšší kategorie okruhu ATP Tour Masters 1000. Její dotace činila 7 279 270 eur. Ženská část, s rozpočtem 7 021 128 eur, byla také součástí třetí nejvyšší úrovně okruhu WTA Premier Mandatory.
Nejvýše nasazenými hráči v soutěžích dvouher se stali světové jedničky Novak Djoković ze Srbska a Naomi Ósakaová z Japonska. Jako poslední přímí účastníci do dvouher nastoupili 47. hráč žebříčku Ital Andreas Seppi a 56. žena klasifikace Belgičanka Kirsten Flipkensová.
Sedmdesátou čtvrtou singlovou trofej na okruhu ATP Tour získal 31letý Srb Novak Djoković, který v Madridu navázal na výhry z let 2011 a 2016. Celkově 33. trofejí v sérii Masters vyrovnal rekordní počet Rafaela Nadala. Devátý singlový titul na okruhu WTA Tour a první z kategorie Premier Mandatory vybojovala 27letá Kiki Bertensová, která se jako první Nizozemka v historii posunula na 4. místo žebříčku WTA. Stala se také první vítězkou turnaje, aniž by v soutěži ztratila set.
Devatenáctý společný titul z mužské čtyřhry ATP si připsala nizozemsko-rumunská dvojice Jean-Julien Rojer a Horia Tecău, která na Madrid Open triumfovala již v roce 2016.
Třetí společnou trofej z ženské čtyřhry WTA si odvezl tchajwansko-český pár Sie Šu-wej a Barbora Strýcová. Češka se posunula na 3. místo deblového žebříčku za Siniakovou a Krejčíkovou.

## Rozdělení bodů a finančních odměn

### Rozdělení bodů
| Soutěž       | vítězové | finalisté | semifinalisté | čtvrtfinalisté | 16 v kole | 32 v kole | 64 v kole | Q  | Q2 | Q1 |
| ------------ | -------- | --------- | ------------- | -------------- | --------- | --------- | --------- | -- | -- | -- |
| dvouhra mužů | 1000     | 600       | 360           | 180            | 90        | 45        | 10        | 25 | 16 | 0  |
| čtyřhra mužů | 1000     | 600       | 360           | 180            | 90        | 0         | —         | —  | —  | —  |
| dvouhra žen  | 1000     | 650       | 390           | 215            | 120       | 65        | 10        | 30 | 20 | 2  |
| čtyřhra žen  | 1000     | 650       | 390           | 215            | 120       | 10        | —         | —  | —  | —  |

### Finanční odměny
| Soutěž                                | vítězové    | finalisté | semifinalisté | čtvrtfinalisté | 16 v kole | 32 v kole | 64 v kole | Q2      | Q1      |
| ------------------------------------- | ----------- | --------- | ------------- | -------------- | --------- | --------- | --------- | ------- | ------- |
| dvouhry                               | 1 202 520 € | 608 700 € | 312 215 €     | 160 920 €      | 80 620 €  | 42 220 €  | 23 790 €  | 9 105 € | 4 550 € |
| čtyřhry                               | 357 540 €   | 174 490 € | 87 460 €      | 44 560 €       | 23 510 €  | 12 580 €  | —         | —       | —       |
| částky ve čtyřhře jsou uvedeny na pár |             |           |               |                |           |           |           |         |         |

## Dvouhra mužů

### Nasazení
| Stát                          | Hráč                  | ATP | Nasazení |
| ----------------------------- | --------------------- | --- | -------- |
| Srbsko                        | Novak Djoković        | 1.  | 1.       |
| Španělsko                     | Rafael Nadal          | 2.  | 2.       |
| Německo                       | Alexander Zverev      | 3.  | 3.       |
| Švýcarsko                     | Roger Federer         | 4.  | 4.       |
| Rakousko                      | Dominic Thiem         | 5.  | 5.       |
| Japonsko                      | Kei Nišikori          | 7.  | 6.       |
| Argentina                     | Juan Martín del Potro | 8.  | 7.       |
| Řecko                         | Stefanos Tsitsipas    | 10. | 8.       |
| Chorvatsko                    | Marin Čilić           | 11. | 9.       |
| Itálie                        | Fabio Fognini         | 12. | 10.      |
| Rusko                         | Karen Chačanov        | 13. | 11.      |
| Rusko                         | Daniil Medveděv       | 14. | 12.      |
| Chorvatsko                    | Borna Ćorić           | 15. | 13.      |
| Gruzie                        | Nikoloz Basilašvili   | 17. | 14.      |
| Francie                       | Gaël Monfils          | 18. | 15.      |
| Itálie                        | Marco Cecchinato      | 19. | 16.      |
| Žebříček ATP k 29. dubnu 2019 |                       |     |          |

### Jiné formy účasti
Následující hráčí obdrželi divokou kartu do hlavní soutěže:
- Félix Auger-Aliassime
- Alejandro Davidovich Fokina
- David Ferrer
- Jaume Munar

Následující hráč obdržel povolení startu v hlavní soutěži pod žebříčkovou ochranou:
- Jo-Wilfried Tsonga

Následující hráči postoupili do hlavní soutěže z kvalifikace:
- Hugo Dellien
- Taylor Fritz
- Pierre-Hugues Herbert
- Hubert Hurkacz
- Martin Kližan
- Reilly Opelka
- Albert Ramos-Viñolas

Následující hráč postoupil do hlavní soutěže z kvalifikace jako tzv. šťastný poražený:
- Adrian Mannarino

### Odhlášení
před zahájením turnaje
- Kevin Anderson → nahradil jej  Jan-Lennard Struff
- John Isner → nahradil jej  Andreas Seppi
- Milos Raonic → nahradil jej  Radu Albot
- Jo-Wilfried Tsonga → nahradil jej  Adrian Mannarino

v průběhu turnaje
- Marin Čilić

## Mužská čtyřhra

### Nasazení
| Stát                                                                                   | Hráč                  | Stát       | Hráč          | ATP | Nasazení |
| -------------------------------------------------------------------------------------- | --------------------- | ---------- | ------------- | --- | -------- |
| Francie                                                                                | Pierre-Hugues Herbert | Francie    | Nicolas Mahut | 9.  | 1.       |
| Polsko                                                                                 | Łukasz Kubot          | Brazílie   | Marcelo Melo  | 11. | 2.       |
| Spojené království                                                                     | Jamie Murray          | Brazílie   | Bruno Soares  | 17. | 3.       |
| Kolumbie                                                                               | Juan Sebastián Cabal  | Kolumbie   | Robert Farah  | 20. | 4.       |
| Chorvatsko                                                                             | Nikola Mektić         | Chorvatsko | Franko Škugor | 23. | 5.       |
| Rakousko                                                                               | Oliver Marach         | Chorvatsko | Mate Pavić    | 25. | 6.       |
| USA                                                                                    | Bob Bryan             | USA        | Mike Bryan    | 32. | 7.       |
| Finsko                                                                                 | Henri Kontinen        | Austrálie  | John Peers    | 35. | 8.       |
| Žebříček ATP k 29. dubnu 2019; číslo je součtem žebříčkového postavení obou členů páru |                       |            |               |     |          |

### Jiné formy účasti
Následující páry obdržely divokou kartu do hlavní soutěže:
- Roberto Carballés Baena /  Jaume Munar
- Nick Kyrgios /  Bernard Tomic
- David Marrero /  Fernando Verdasco

## Ženská dvouhra

### Nasazení
| Stát                          | Hráčka                 | WTA | Nasazení |
| ----------------------------- | ---------------------- | --- | -------- |
| Japonsko                      | Naomi Ósakaová         | 1.  | 1.       |
| Česko                         | Petra Kvitová          | 2.  | 2.       |
| Rumunsko                      | Simona Halepová        | 3.  | 3.       |
| Německo                       | Angelique Kerberová    | 4.  | 4.       |
| Česko                         | Karolína Plíšková      | 5.  | 5.       |
| Ukrajina                      | Elina Svitolinová      | 6.  | 6.       |
| Nizozemsko                    | Kiki Bertensová        | 7.  | 7.       |
| USA                           | Sloane Stephensová     | 8.  | 8.       |
| Austrálie                     | Ashleigh Bartyová      | 9.  | 9.       |
| Bělorusko                     | Aryna Sabalenková      | 10. | 10.      |
| Dánsko                        | Caroline Wozniacká     | 12. | 11.      |
| Lotyšsko                      | Anastasija Sevastovová | 13. | 12.      |
| USA                           | Madison Keysová        | 14. | 13.      |
| Estonsko                      | Anett Kontaveitová     | 15. | 14.      |
| Čína                          | Wang Čchiang           | 16. | 15.      |
| Německo                       | Julia Görgesová        | 17. | 16.      |
| Žebříček WTA k 29. dubnu 2019 |                        |     |          |

### Jiné formy účasti
Následující hráčky obdržely divokou kartu do hlavní soutěže:
- Lara Arruabarrenová
- Irina-Camelia Beguová
- Sorana Cîrsteaová
- Světlana Kuzněcovová
- Sara Sorribesová Tormová

Následující hráčky postoupily z kvalifikace:
- Margarita Gasparjanová
- Polona Hercogová
- Marta Kosťuková
- Kateryna Kozlovová
- Kristina Mladenovicová
- Kristýna Plíšková
- Anna Karolína Schmiedlová
- Věra Zvonarevová

### Odhlášení
Před zahájením turnaje
- Bianca Andreescuová (poranění ramena) → nahradila ji  Pauline Parmentierová
- Camila Giorgiová → nahradila ji  Kirsten Flipkensová
- Maria Šarapovová (poranění ramena) → nahradila ji  Alizé Cornetová
- Serena Williamsová → nahradila ji  Petra Martićová
- Venus Williamsová → nahradila ji  Darja Gavrilovová[2]

## Ženská čtyřhra

### Nasazení
| Stát                                                                                    | Hráčka                 | Stát             | Hráčka             | WTA | Nasazení |
| --------------------------------------------------------------------------------------- | ---------------------- | ---------------- | ------------------ | --- | -------- |
| Česko                                                                                   | Barbora Krejčíková     | Česko            | Kateřina Siniaková | 3.  | 1.       |
| USA                                                                                     | Nicole Melicharová     | Česko            | Květa Peschkeová   | 25. | 2.       |
| Austrálie                                                                               | Samantha Stosurová     | Čína             | Čang Šuaj          | 28. | 3.       |
| Belgie                                                                                  | Elise Mertensová       | Bělorusko        | Aryna Sabalenková  | 29. | 4.       |
| Čínská Tchaj-pej                                                                        | Sie Šu-wej             | Česko            | Barbora Strýcová   | 30. | 5.       |
| Kanada                                                                                  | Gabriela Dabrowská     | Čína             | Sü I-fan           | 30. | 6.       |
| Čínská Tchaj-pej                                                                        | Čan Chao-čching        | Čínská Tchaj-pej | Latisha Chan       | 32. | 7.       |
| Německo                                                                                 | Anna-Lena Grönefeldová | Nizozemsko       | Demi Schuursová    | 36. | 8.       |
| Žebříček WTA k 29. dubnu 2019; číslo je součtem žebříčkového postavení obou členek páru |                        |                  |                    |     |          |

### Jiné formy účasti
Následující páry obdržely divokou kartu do hlavní soutěže:
- Aliona Bolsovová /  Arantxa Parraová Santonjaová
- Andreea Mituová /  Alexandra Panovová
- Jeļena Ostapenková /  Věra Zvonarevová

## Přehled finále

### Mužská dvouhra
- Novak Djoković vs.  Stefanos Tsitsipas, 6–3, 6–4

### Ženská dvouhra
- Kiki Bertensová vs.  Simona Halepová, 6–4, 6–4

### Mužská čtyřhra
- Jean-Julien Rojer /  Horia Tecău vs.  Diego Schwartzman /  Dominic Thiem, 6–2, 6–3

### Ženská čtyřhra
- Sie Šu-wej /  Barbora Strýcová vs.  Gabriela Dabrowská /  Sü I-fan, 6–3, 6–1